# Johann David Fabarius
Johann David Fabarius (* 29. September 1686 in Schraplau; † 15. Juli 1743 in Bergen auf Rügen) war ein deutscher Jurist und Bürgermeister von Bergen auf Rügen.

## Leben
Johann David Fabarius war ein Sohn des Juristen und Schraplauer Ratsherrn Johann Sigismund Fabarius. Bis zu seinem zwölften Lebensjahr wurde er von seinem Vater und dem Ortspfarrer Andreas Sichtel unterrichtet, dann in den drei folgenden Jahren allein von Sichtel, in dessen Haus er aufgenommen wurde. Im Alter von 15 Jahren ging er an das Gymnasium Illustre in Gotha. Nach sechs Jahren begann er an der Universität Halle ein Studium der Rechte. In Halle hörte er Vorlesungen von Johann Peter von Ludewig, Jacob Friedrich Ludovici, Nikolaus Hieronymus Gundling, Johann Samuel Stryk und Justus Henning Böhmer. Nach drei Jahren verließ er die Universität und zog zu Verwandten nach Stendal.
Sein Vorhaben, nach einem Jahr nach Halle zurückzukehren, verwarf er, als er das vorteilhafte Angebot einer Erzieherstelle in der Familie des Freiherrn von Gams annahm. Nach drei Jahren berief ihn Graf Malte I. von Putbus zu seinem ersten Sekretär und zum Justitiar seiner Güter auf Rügen in Schwedisch-Pommern. Um das gräfliche Haus in Rechtsangelegenheiten als Mandatar vertreten zu können, wurde er königlich-schwedischer Tribunalsprokurator. Am 17. September 1730 wurde er an der Universität Greifswald aufgrund einer unter dem Vorsitz von Philipp Balthasar Gerdes öffentlich verteidigten Inaugural-Dissertation zum Doktor promoviert.
Als Verwalter des Archivs der Familie von Putbus stand er in Korrespondenz mit auswärtigen Gelehrten. So unterstützte er unter anderem den Historiker Albert Georg Schwartz durch die Übersendung kopierter Urkunden. Nach sechs Jahren trat er von seinem Amt als gräflicher Justitiar zurück und lebte ab 1736 in Bergen auf Rügen als Privatgelehrter. Im Oktober 1736 wurde er Mitglied der von Schwartz und Augustin von Balthasar gegründeten Societas collectorum historiae et juris patrii, einer Gesellschaft für pommersche Geschichte. 1740 trat er der Deutschen Gesellschaft zu Greifswald bei.
1741 wurde er zum Bürgermeister von Bergen gewählt. Zwei Jahre später starb er.

## Schriften
- De usu practico querelae inofficiosi testamenti. Greifswald 1730. (Inaugural-Dissertation)
- Genealogia diplomatica dynastarum in Putbus oder gründliches Geschlechtsregister der Herren zu Putbus … vom Fürsten Ratzen bis auf unsere Zeit. Greifswald 1734.
- Nöthige Erläuterung des alten und neuen Rügens mit einer Fortsetzung bis auf die gegenwärtige Zeit. I. Die Präpositur Bergen. Greifswald und Stralsund 1737.